# Cochlidium attenuatum
Cochlidium attenuatum är en stensöteväxtart som beskrevs av Albert Charles Smith. Cochlidium attenuatum ingår i släktet Cochlidium och familjen Polypodiaceae. Inga underarter finns listade.